# Prasat Sa Kamphaeng Yai
 (avril 2025).
 (avril 2025).
La mise en forme du texte ne suit pas les recommandations de Wikipédia : il faut le « wikifier ».
Les points d'amélioration suivants sont les cas les plus fréquents. Le détail des points à revoir est peut-être précisé sur la page de discussion.
- Les titres sont pré-formatés par le logiciel. Ils ne sont ni en capitales, ni en gras.
- Le texte ne doit pas être écrit en capitales (les noms de famille non plus), ni en gras, ni en italique, ni en « petit »…
- Le gras n'est utilisé que pour surligner le titre de l'article dans l'introduction, une seule fois.
- L'italique est rarement utilisé : mots en langue étrangère, titres d'œuvres, noms de bateaux, etc.
- Les citations ne sont pas en italique mais en corps de texte normal. Elles sont entourées par des guillemets français : « et ».
- Les listes à puces sont à éviter, des paragraphes rédigés étant largement préférés. Les tableaux sont à réserver à la présentation de données structurées (résultats, etc.).
- Les appels de note de bas de page (petits chiffres en exposant, introduits par l'outil «  Source ») sont à placer entre la fin de phrase et le point final[comme ça].
- Les liens internes (vers d'autres articles de Wikipédia) sont à choisir avec parcimonie. Créez des liens vers des articles approfondissant le sujet. Les termes génériques sans rapport avec le sujet sont à éviter, ainsi que les répétitions de liens vers un même terme.
- Les liens externes sont à placer uniquement dans une section « Liens externes », à la fin de l'article. Ces liens sont à choisir avec parcimonie suivant les règles définies. Si un lien sert de source à l'article, son insertion dans le texte est à faire par les notes de bas de page.
- La présentation des références doit suivre les conventions bibliographiques. Il est recommandé d'utiliser les modèles {{Ouvrage}}, {{Chapitre}}, {{Article}}, {{Lien web}} et/ou {{Bibliographie}}. Le mode d'édition visuel peut mettre en forme automatiquement les références.
- Insérer une infobox (cadre d'informations à droite) n'est pas obligatoire pour parachever la mise en page.

Pour une aide détaillée, merci de consulter Aide:Wikification.
Si vous pensez que ces points ont été résolus, vous pouvez retirer ce bandeau et améliorer la mise en forme d'un autre article.
 (avril 2025).
Si vous disposez d'ouvrages ou d'articles de référence ou si vous connaissez des sites web de qualité traitant du thème abordé ici, merci de compléter l'article en donnant les références utiles à sa vérifiabilité et en les liant à la section « Notes et références ».

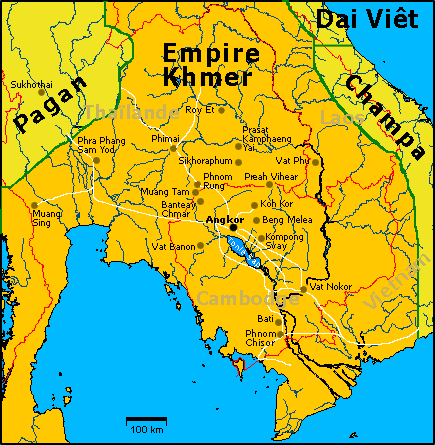
Principaux sites khmers

Le Prasat Sa Kamphaeng Yai (thaï : ปราสาทสระกำแพงใหญ่ ou ปราสาทศรีพฤทเธศวร) est un important sanctuaire hindou du XIe siècle fait de latérite et grès. Ce sanctuaire est ensuite transformé en sanctuaire bouddhiste avec la construction d'un vihan ou wihan (une salle d'assemblée pour les laïcs et les religieux bouddhistes) sous le règne du roi khmer Jayavarman VII,. Les ruines de ce temple sont situées dans un village à proximité d'un wat moderne, dans le district de Uthumphon Phisai, province de Si Saket, non loin de la ville de Sisaket. Ce monument historique a été restauré en 1989 par le Département des Beaux-Arts de Thaïlande.

## Plan
Le site comprend 6 bâtiments de taille similaire dans un enclos aux murs épais (qui ont donné son nom au prasat) formant une galerie de blocs de latérite, les portes et fenêtres étant en grès. La galerie est percée aux quatre points cardinaux d'un gopura, celui orienté à l'est constituant l'entrée principale. Ce dernier est un peu plus important que les autres et d'une construction plus élaborée.

## Gopuraest
Il est en forme de croix, avec des chambres latérales, chacune ayant sa propre entrée. Une inscription en khmer ancien est visible sur l'un des murs, à gauche avant de pénétrer dans l'enceinte.

## Enceinte
La galerie constituant l'enceinte a des fenêtres en grès, horizontales (plus larges que hautes), comme celles des bibliothèques du  Prasat Preah Vihear. Quand on la franchit à travers le gopura est, on a en face, en ligne, trois prasat, et de part et d'autre, chacune des deux bibliothèques.

## Sanctuaire principal
Le sanctuaire principal est construit sur une plateforme élevée, faite de grès, prolongée de part et d'autre en latérite pour les deux autres tours. La tour centrale est elle-même faite de brique et de grès. Le Linteau du porche n'est pas sculpté, le fronton est en mauvais état, mais on reconnaitra un Shiva dansant ainsi que sa disciple Kareikalammeyar sur la gauche (reconnaissable à ses seins tombants). Le linteau intérieur montre Indra sur Airavata, au-dessus d'un Kâla. Deux Simhas crachant des guirlandes entourent le Kâla.

## Autres tours
Les deux autres tours, qui flanquent le sanctuaire principal, ont été très significativement restaurées avec des briques neuves, mais on peut observer un certain nombre de linteaux originaux, très usés, où seuls des Kâlas sont identifiables. Derrière la tour sud, une autre tour a été également reconstruite; il y a de fortes chances qu'un 5e tour, symétrique de celle derrière la tour sud, ait existé, ce qui donnerait au Prasat Sa Kamphaeng Yai un plan similaire à celui du Prasat Muang Tam.

## Bannalai[3]sud
Le linteau extérieur de la bibliothèque sud représente une divinité entourée de deux éléphants, le tout au-dessus d'un Kâla, le linteau intérieur montre Nandin portant Shiva et Parvati. L'ensemble de la sculpture sur cette bibliothèque n'est pas de la plus haute qualité et présente quelques éléments naïfs, tels que des animaux de la forêt.

## Bannalai[3]nord
Deux linteaux également sont visibles sur la bibliothèque nord, l'un représentant Krishna combattant deux chevaux, l'autre montrant Vishnou allongé, accompagné de ses deux femmes, Lakshmi et  Bhumidevi, tenant les jambes de Vishnou; ce deuxième linteau est également décoré de Nagas couronnés, mais les couronnes sont à peine visibles; ceci est inhabituel pour la sculpture du XIe siècle.

## Photographies

Prasat Sa Kamphaeng Yai
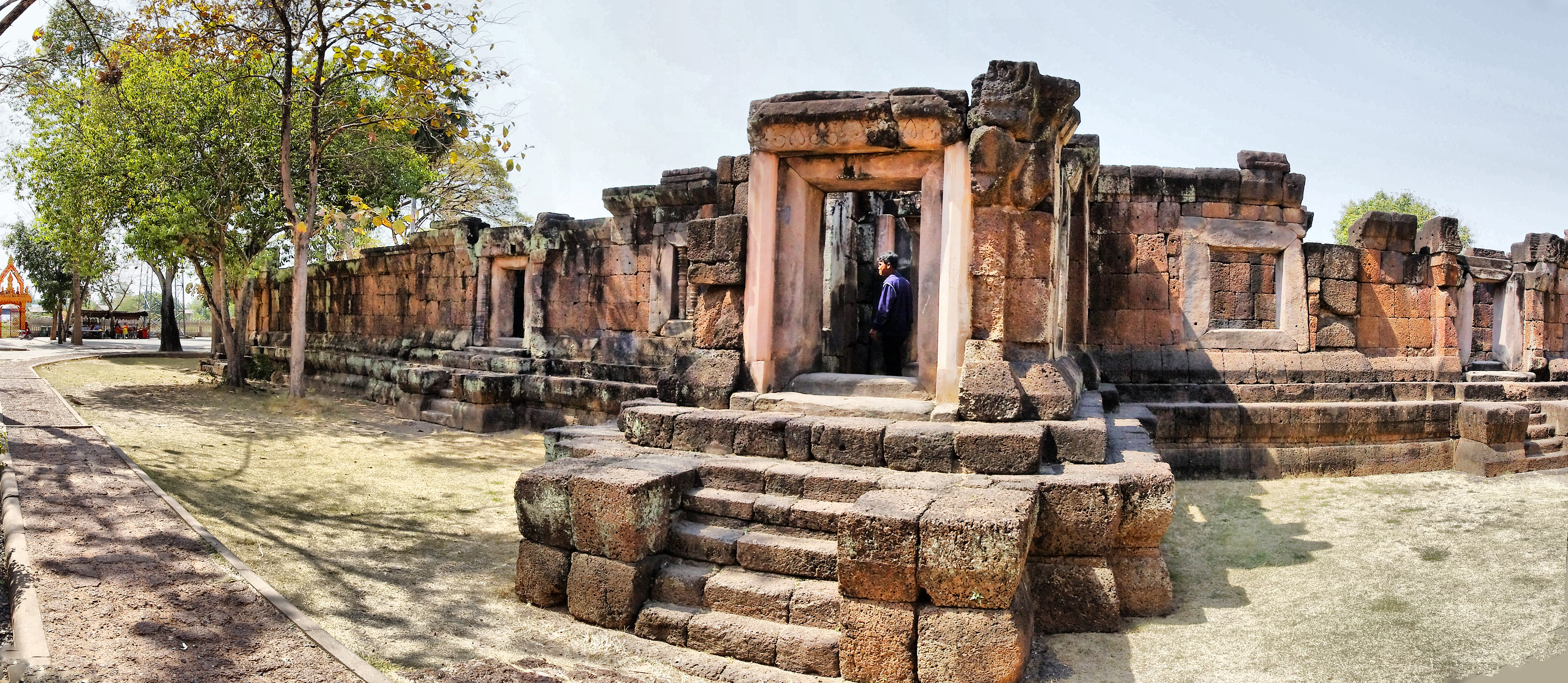
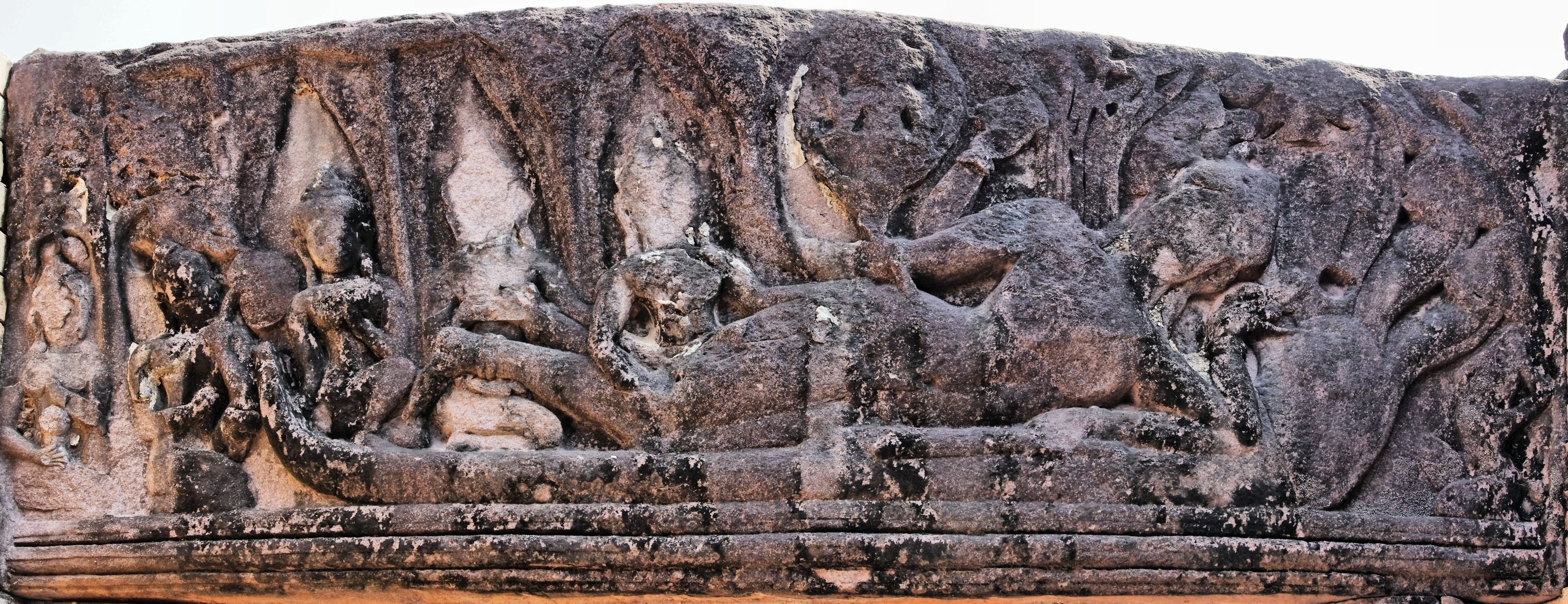
Linteau : Vishnou allongé sur le serpent Ananta, bibliothèque nord
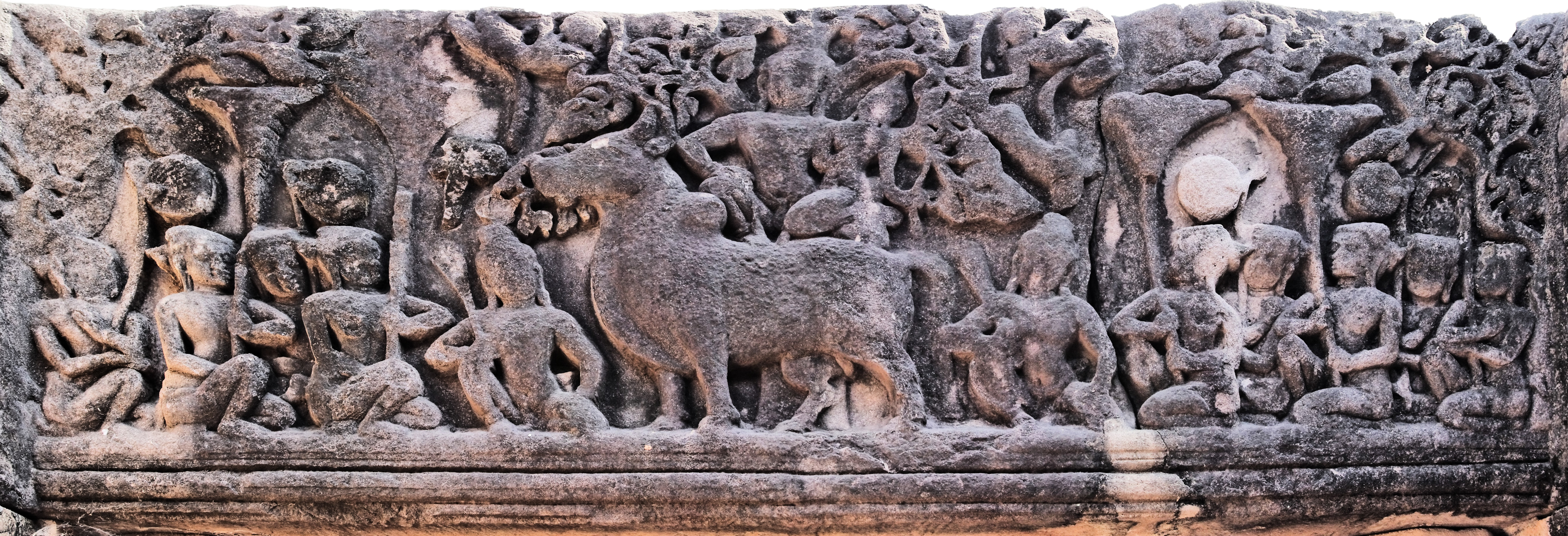
Linteau : Shiva sur le taureau Nandin, bibliothèque sud
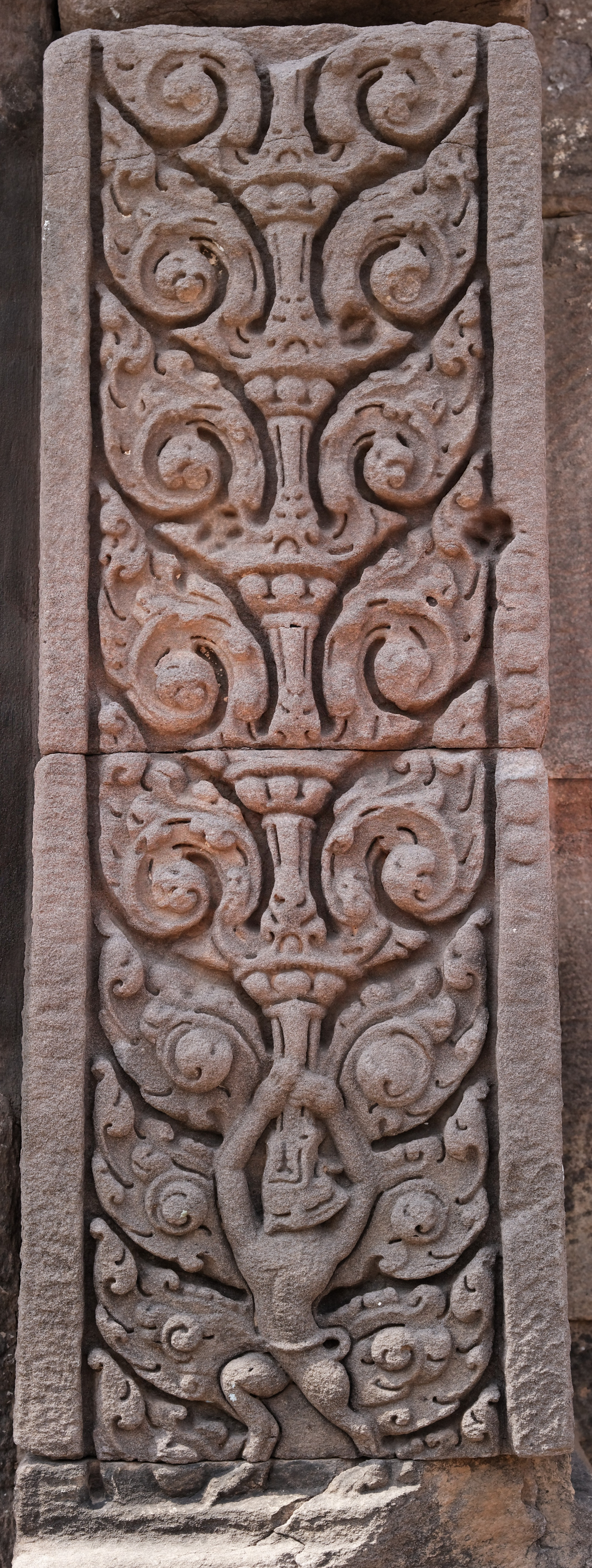
Montant de porte
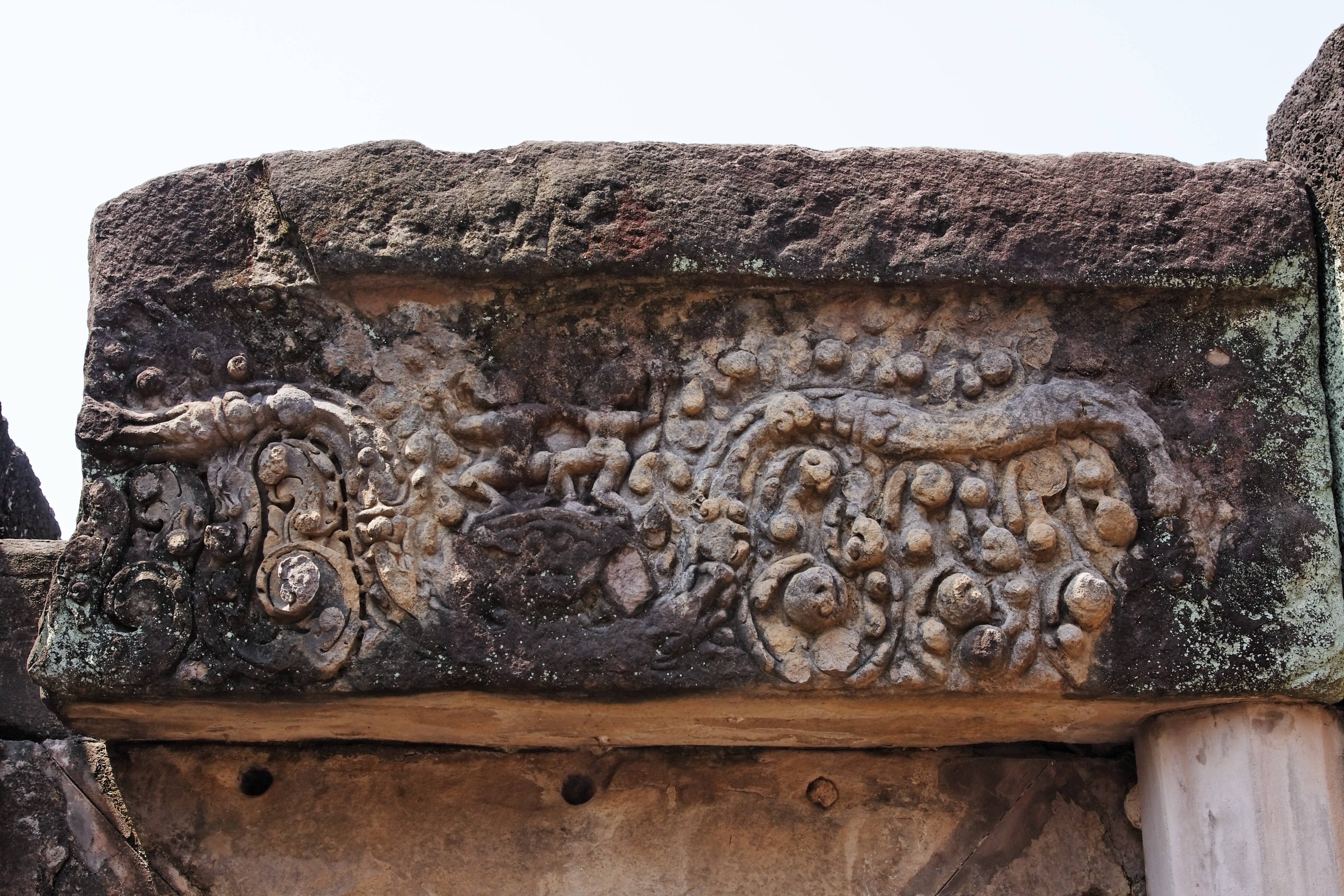
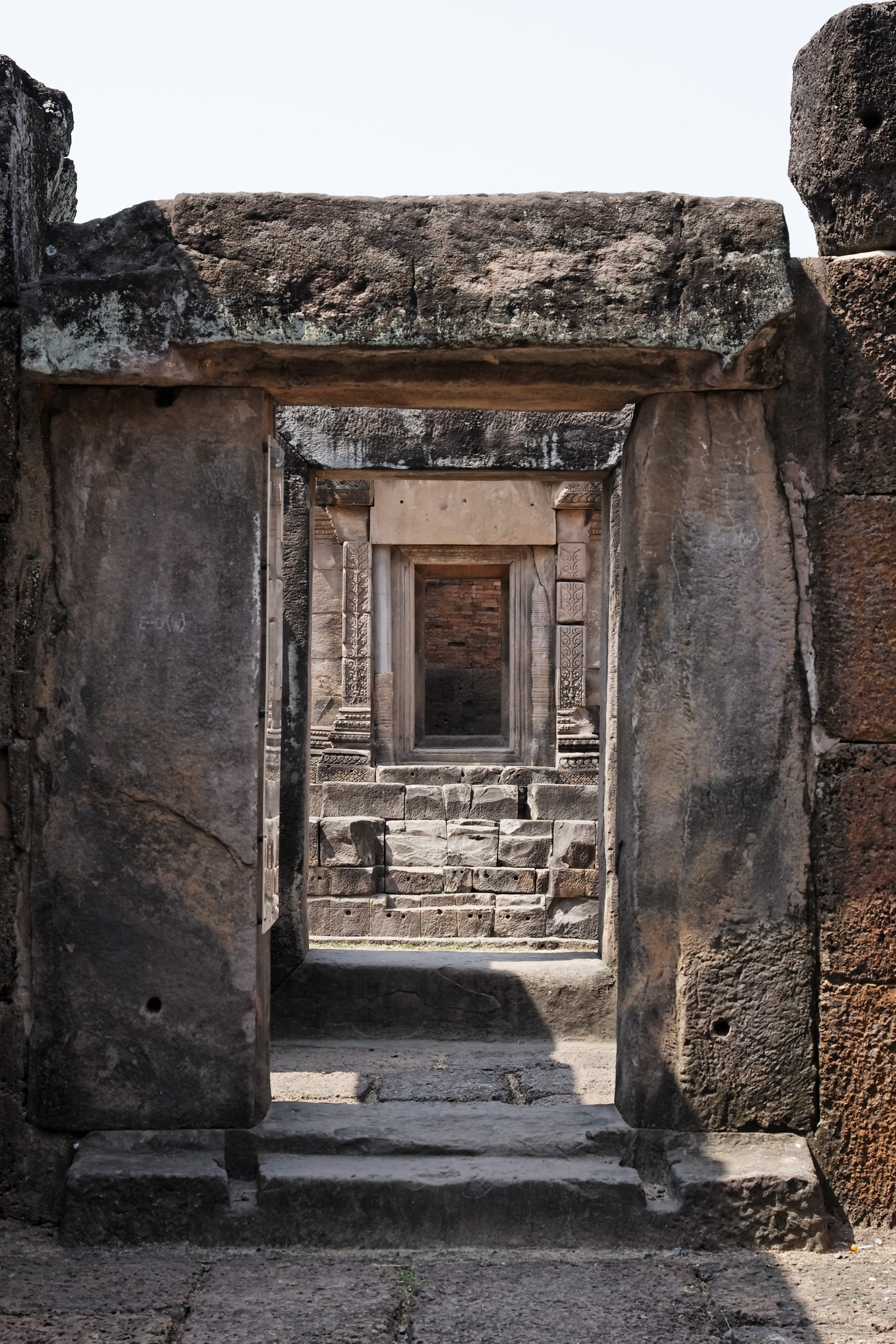
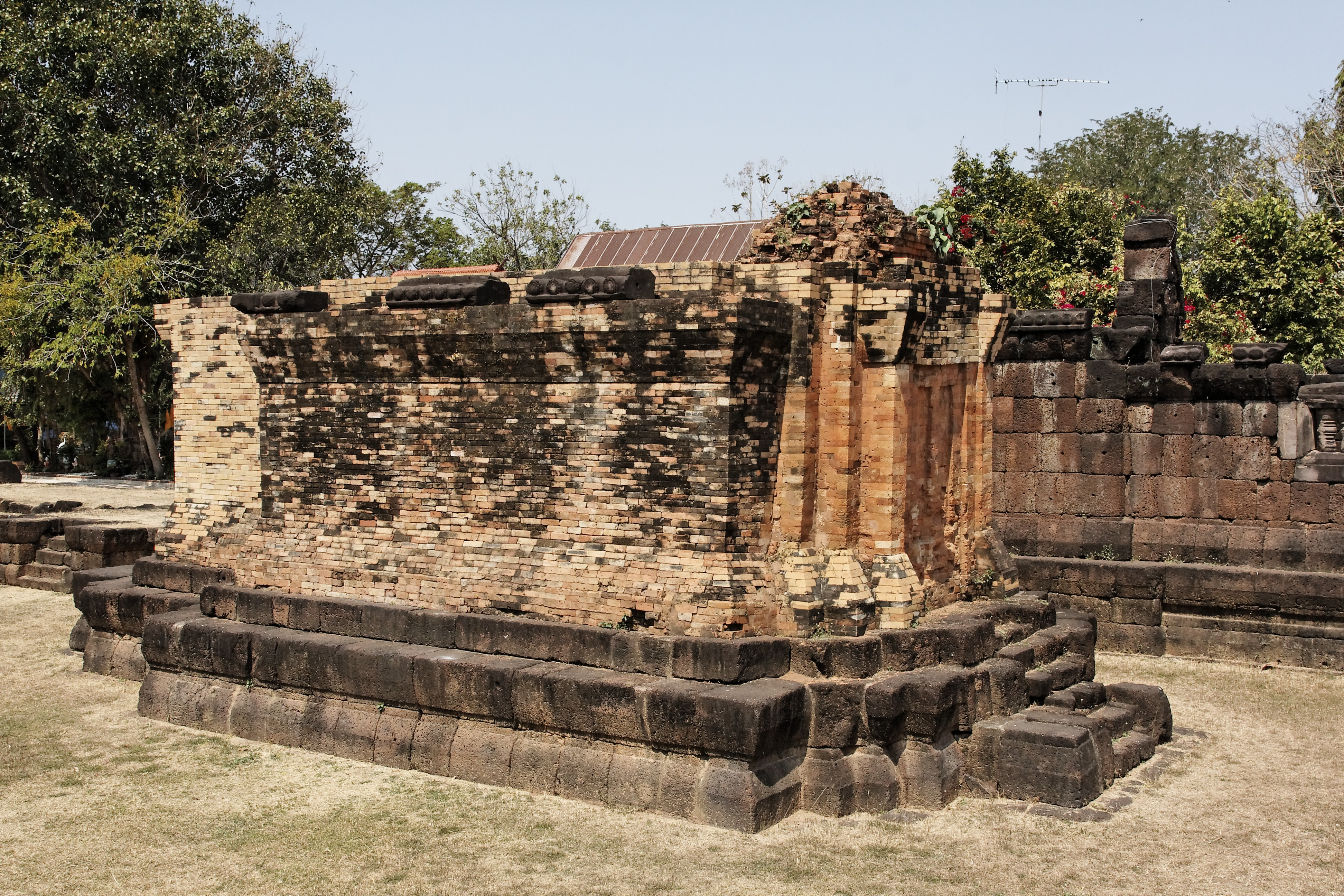
Bannalai
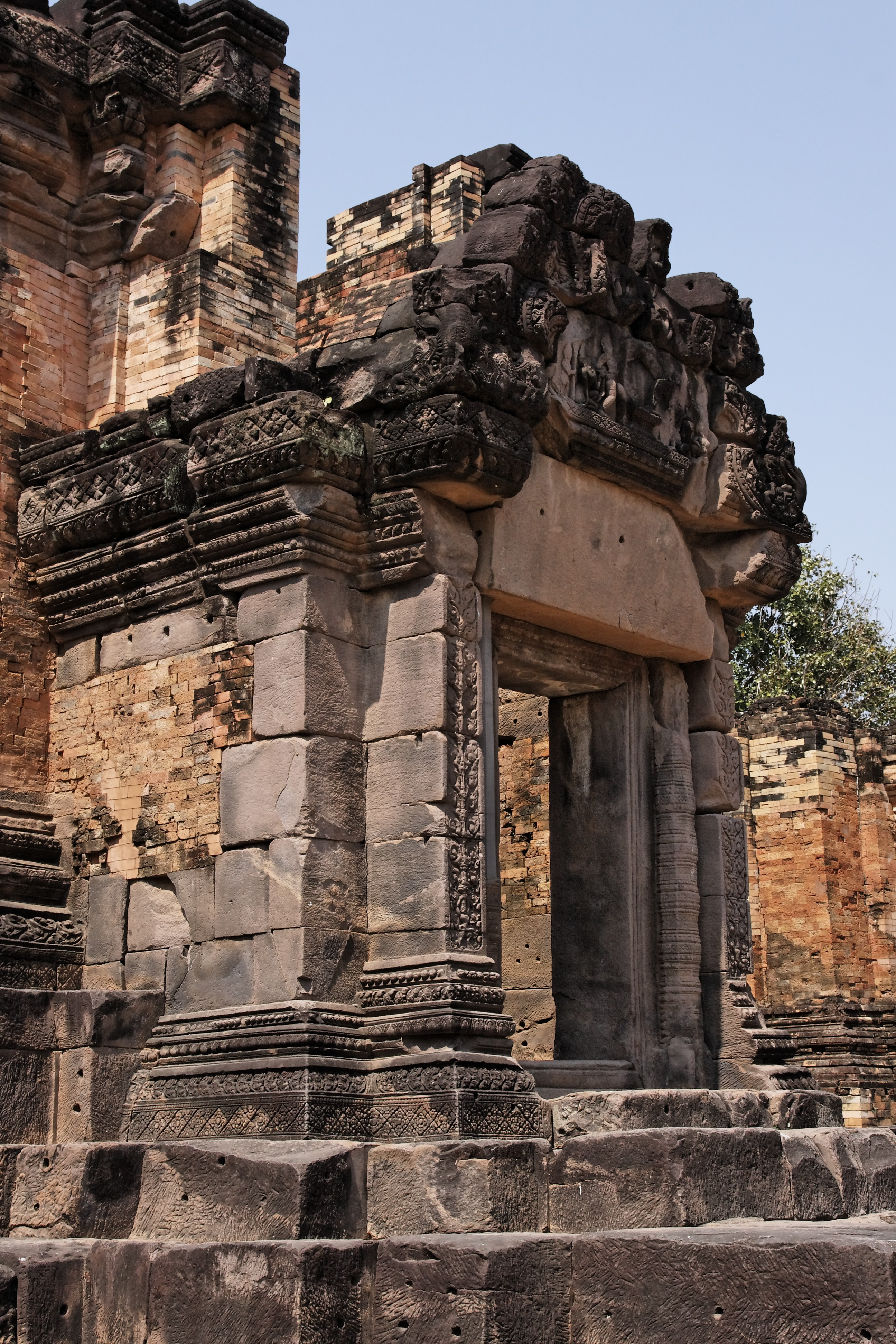
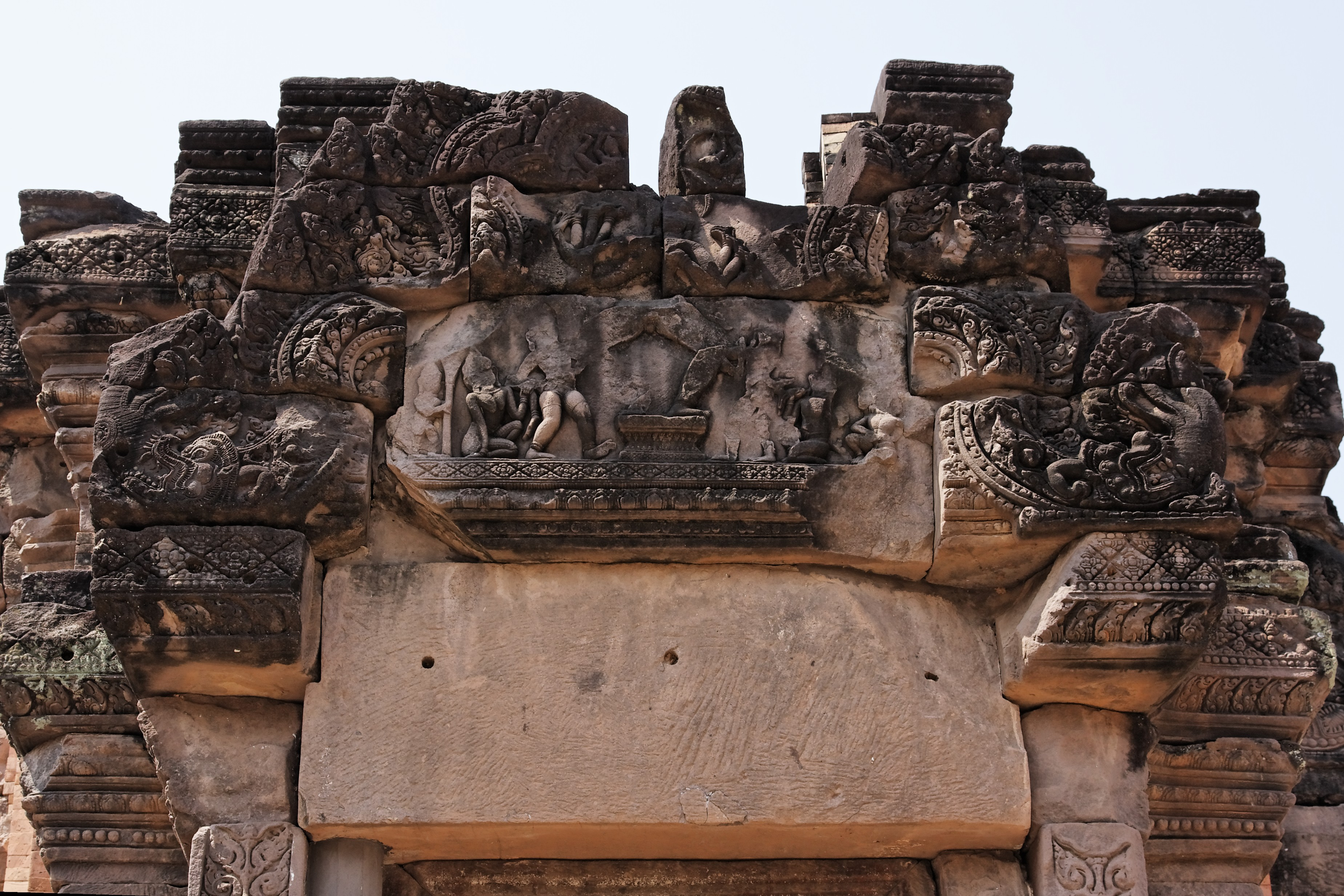
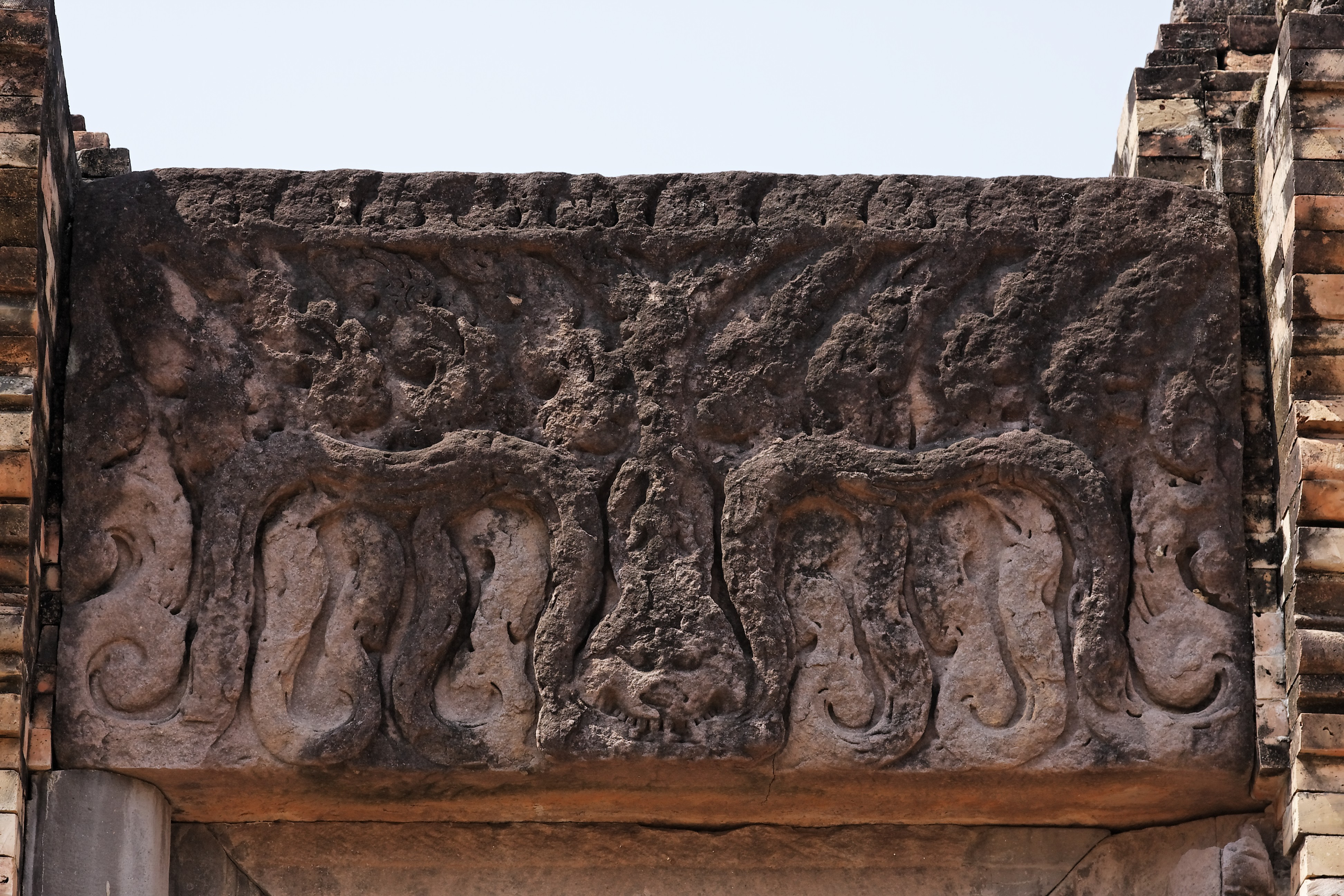
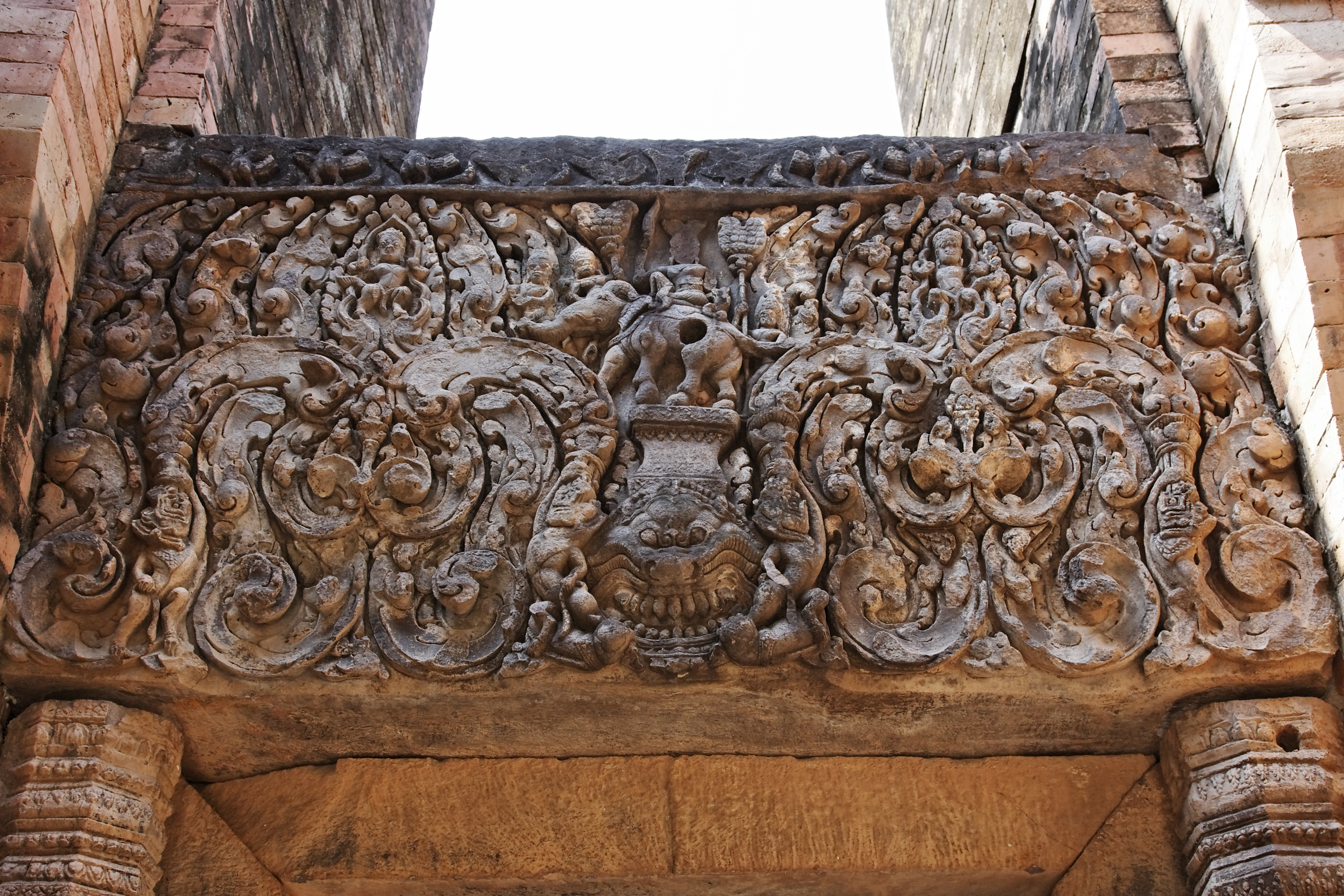
Linteau : Shiva sur l'éléphant Airavata[Notes 1] surmontant un Kâla
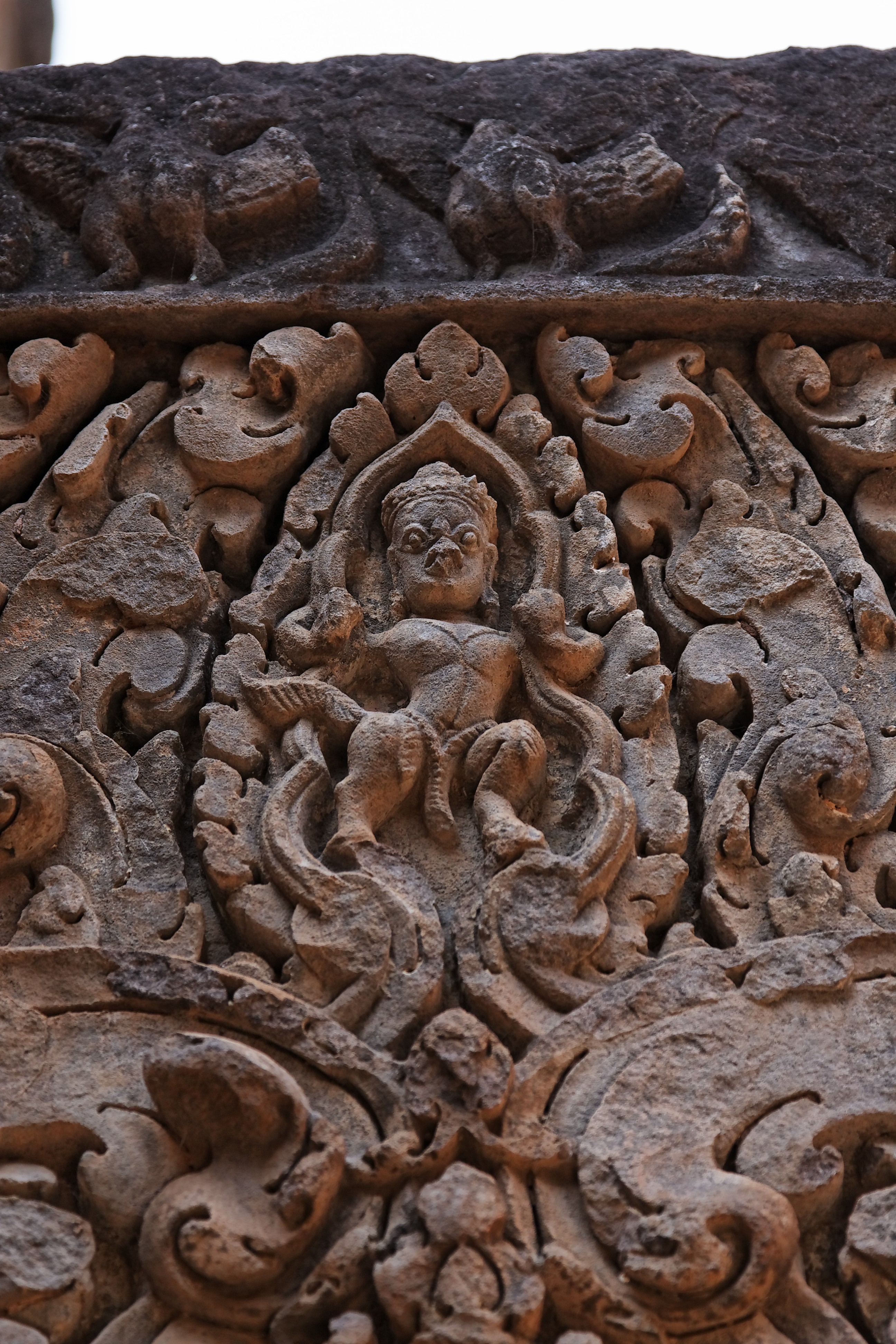
Garuda
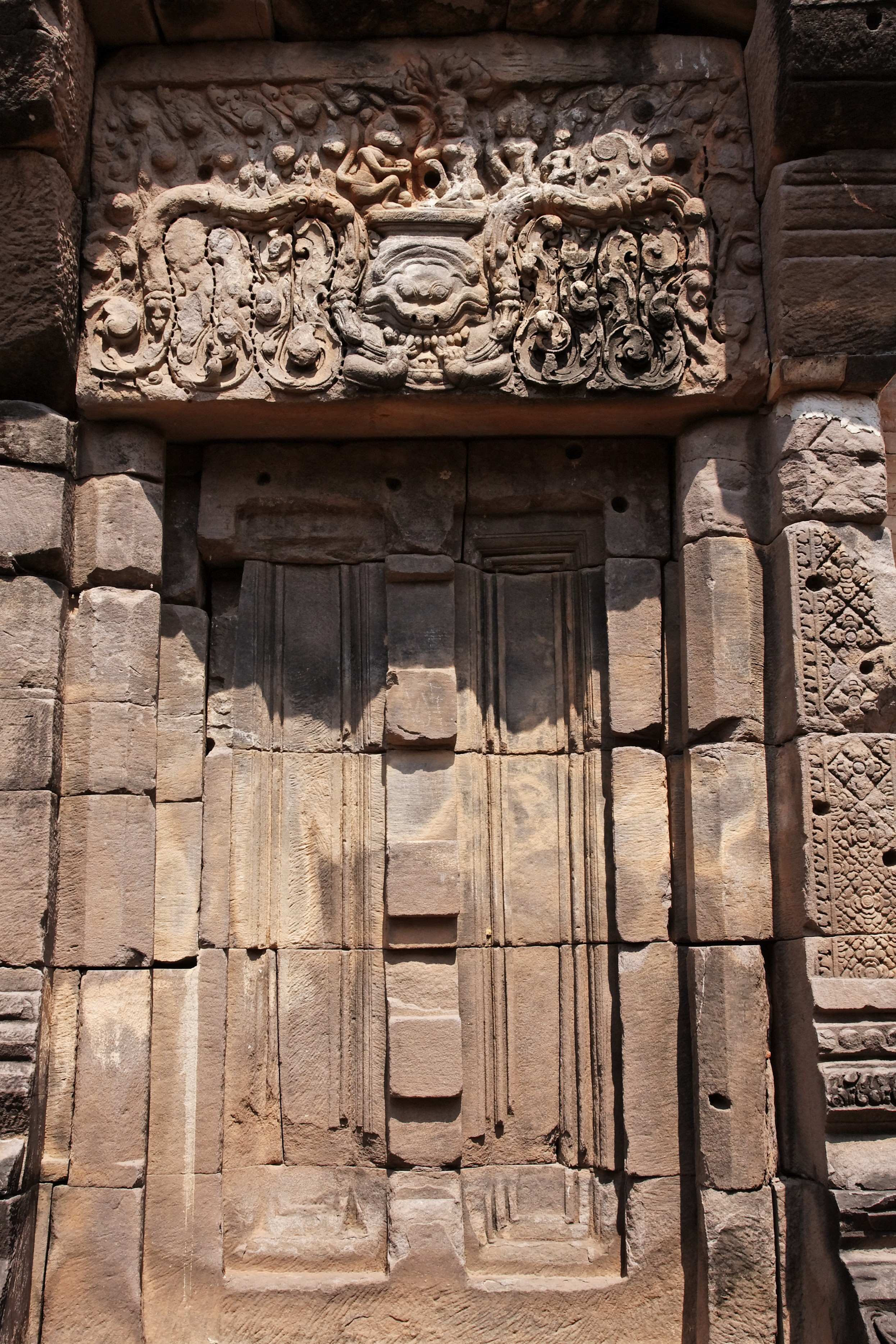
Fausse porte et linteau sud de la tour centrale
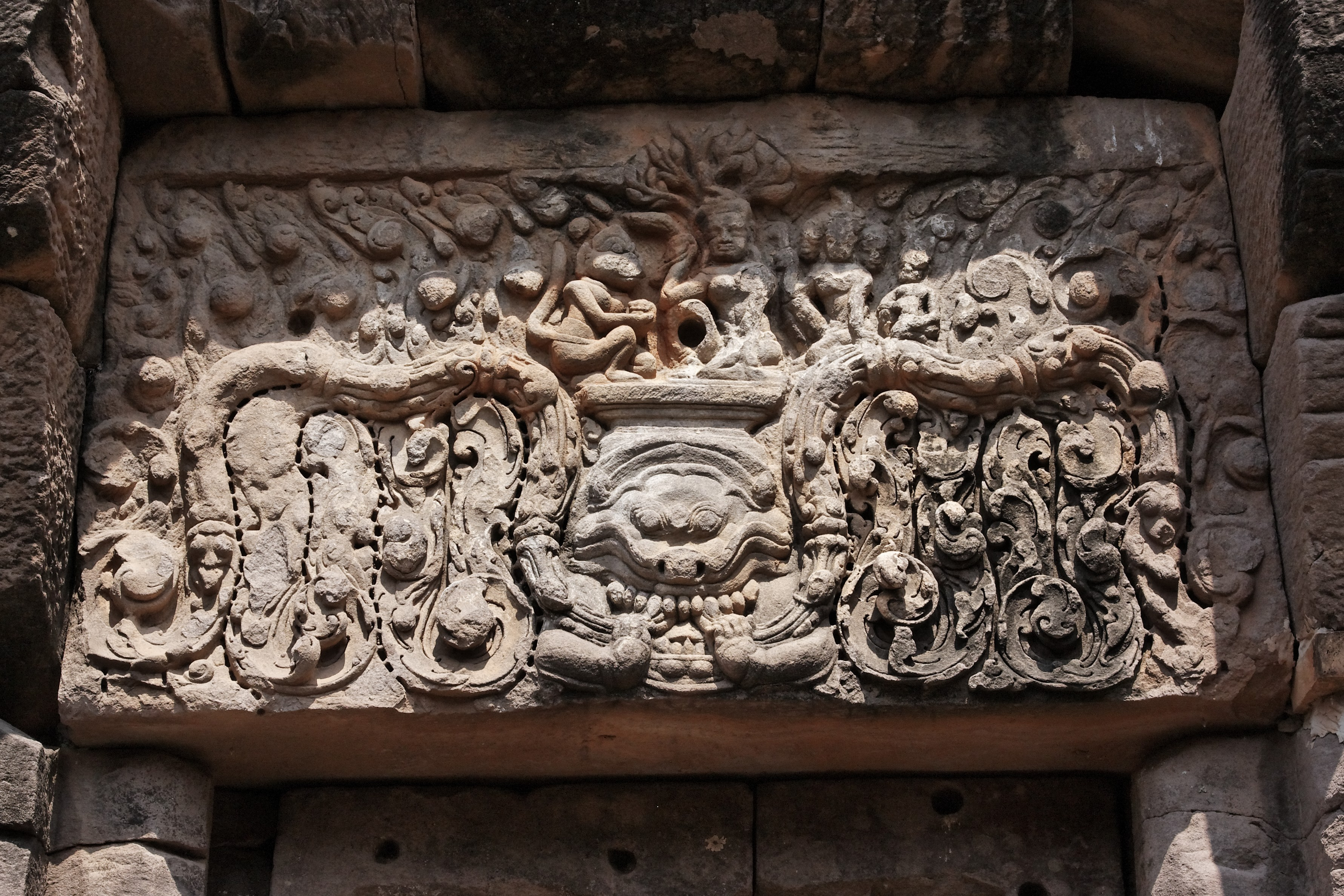
Linteau sud de la tour centrale
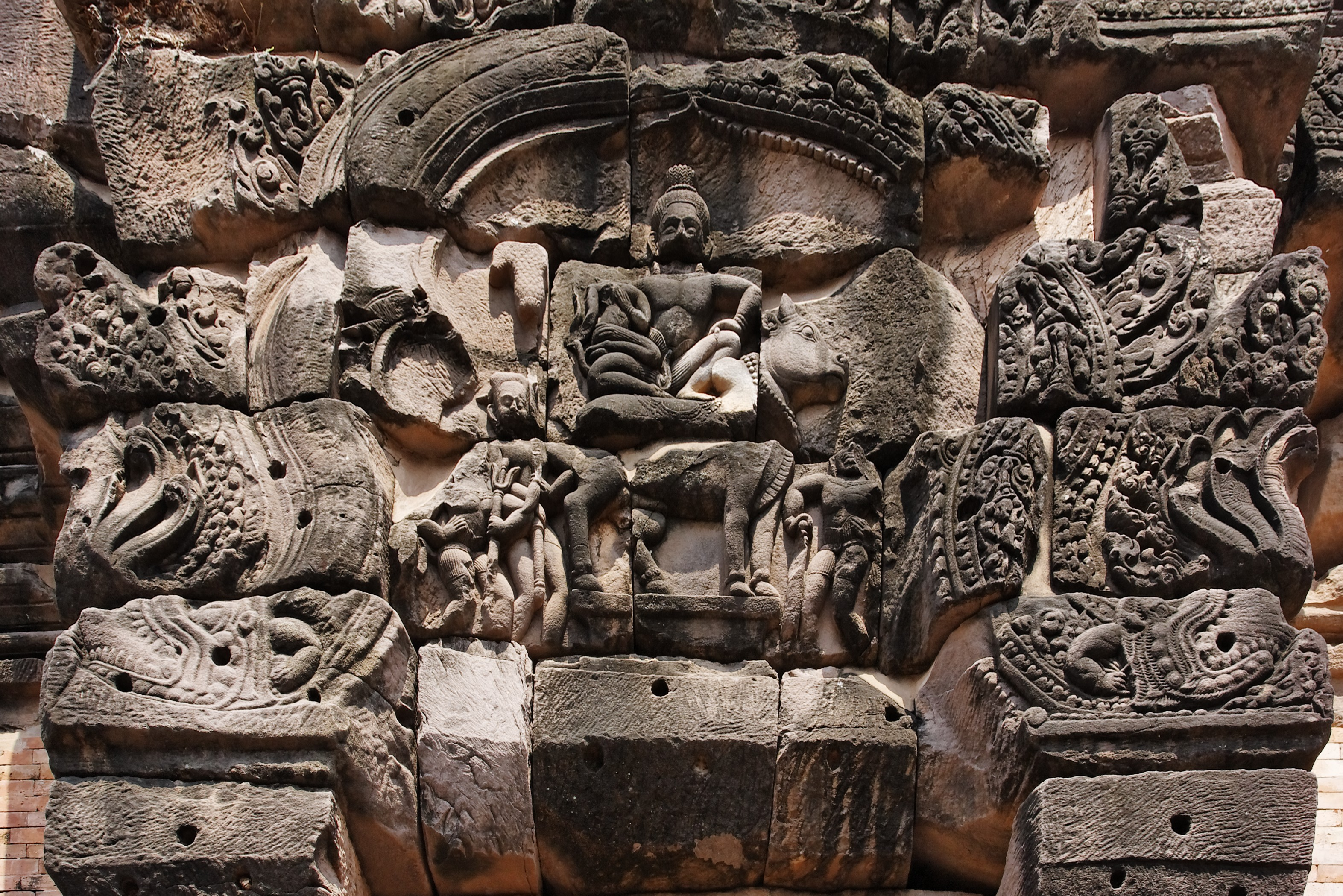
Fronton sud de la tour centrale : Shiva et Parvati sur le taureau Nandin, flanqué de Simhas crachant des guirlandes et de nagas
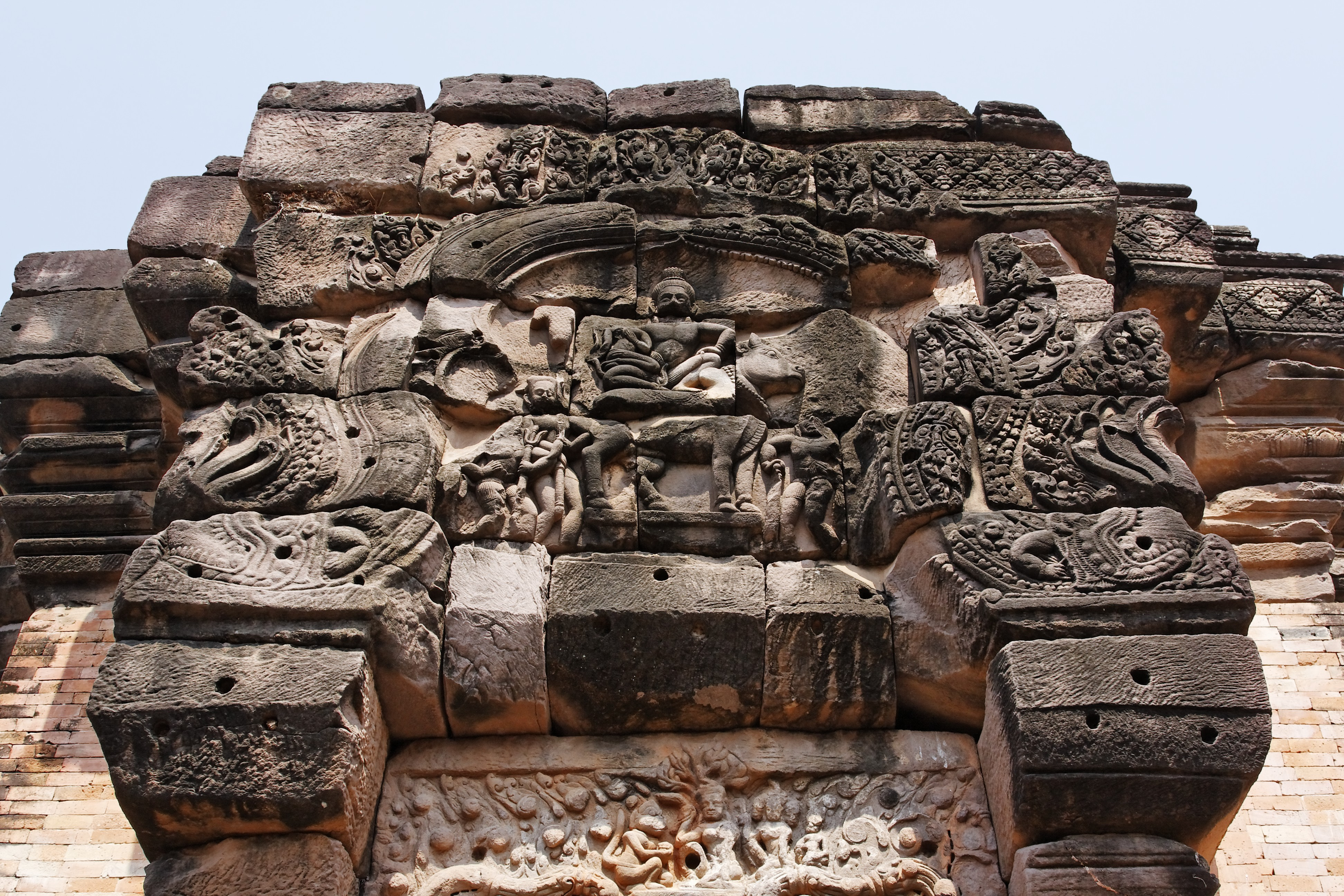
Fronton sud de la tour centrale : Shiva et Parvati sur le taureau Nandin, flanqué de Simhas crachant des guirlandes et de nagas à 5 têtes, linteau
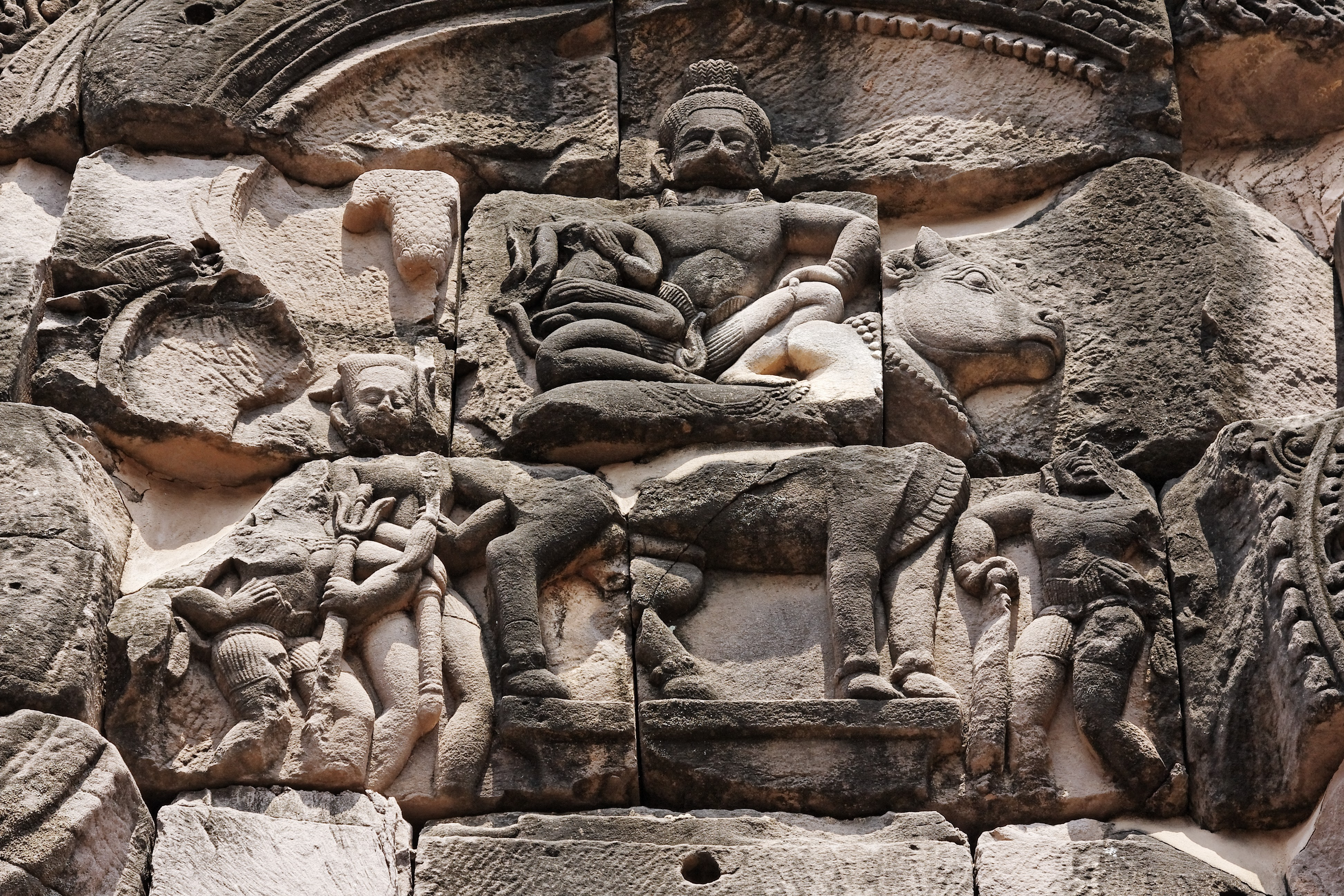
Fronton sud de la tour centrale (détail) : Shiva sur le taureau Nandin
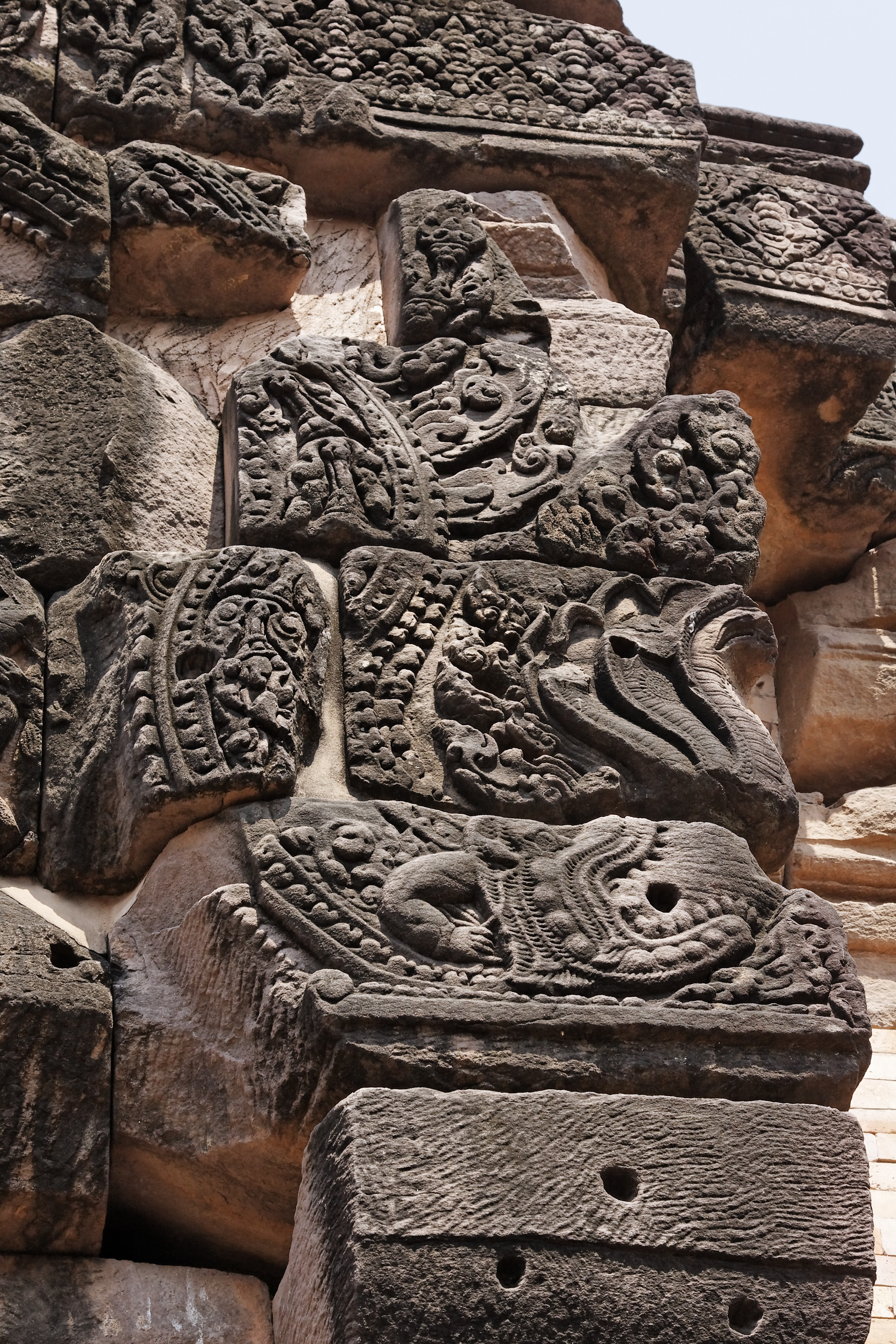
Détaiol de fronton : naga à cinq têtes
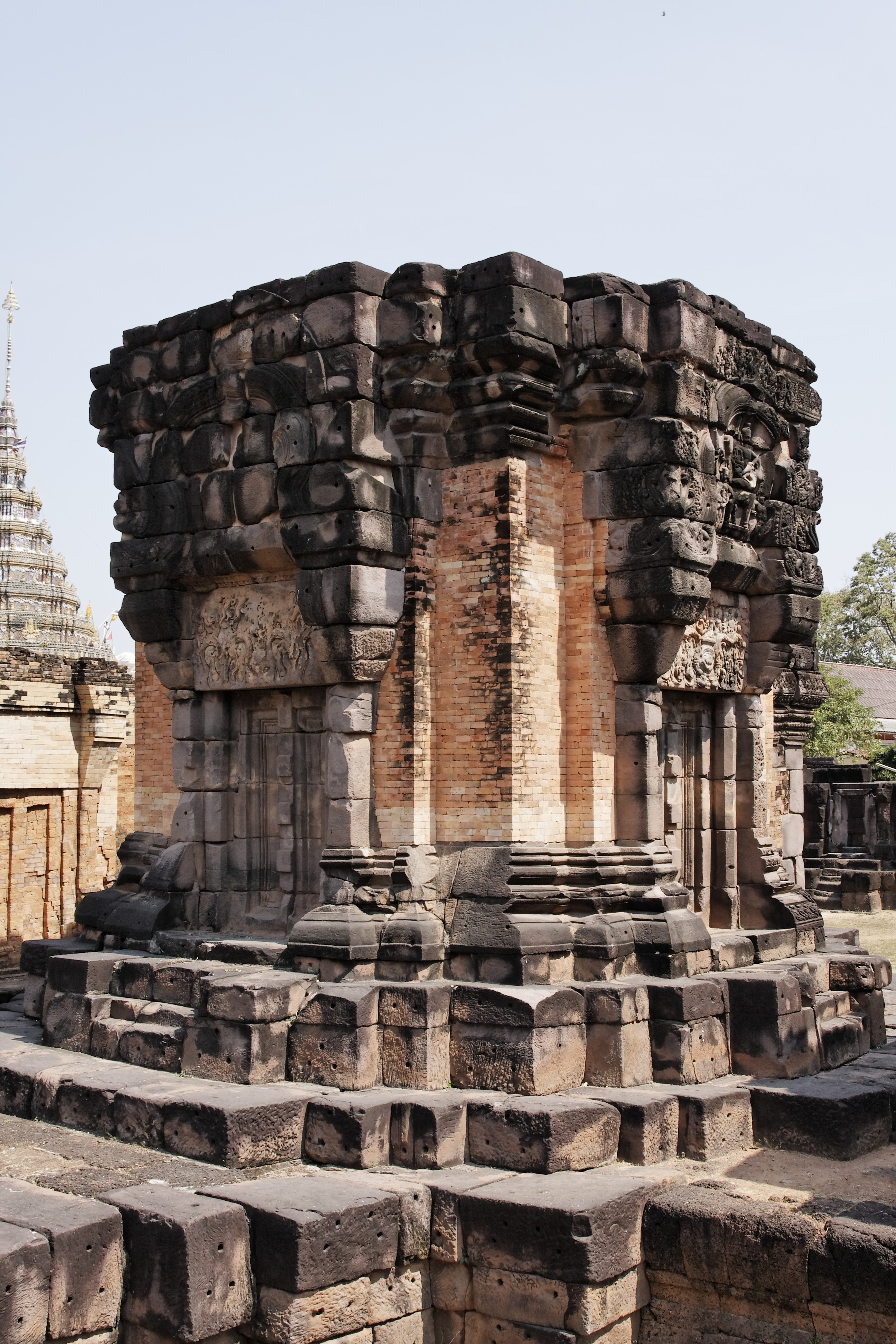
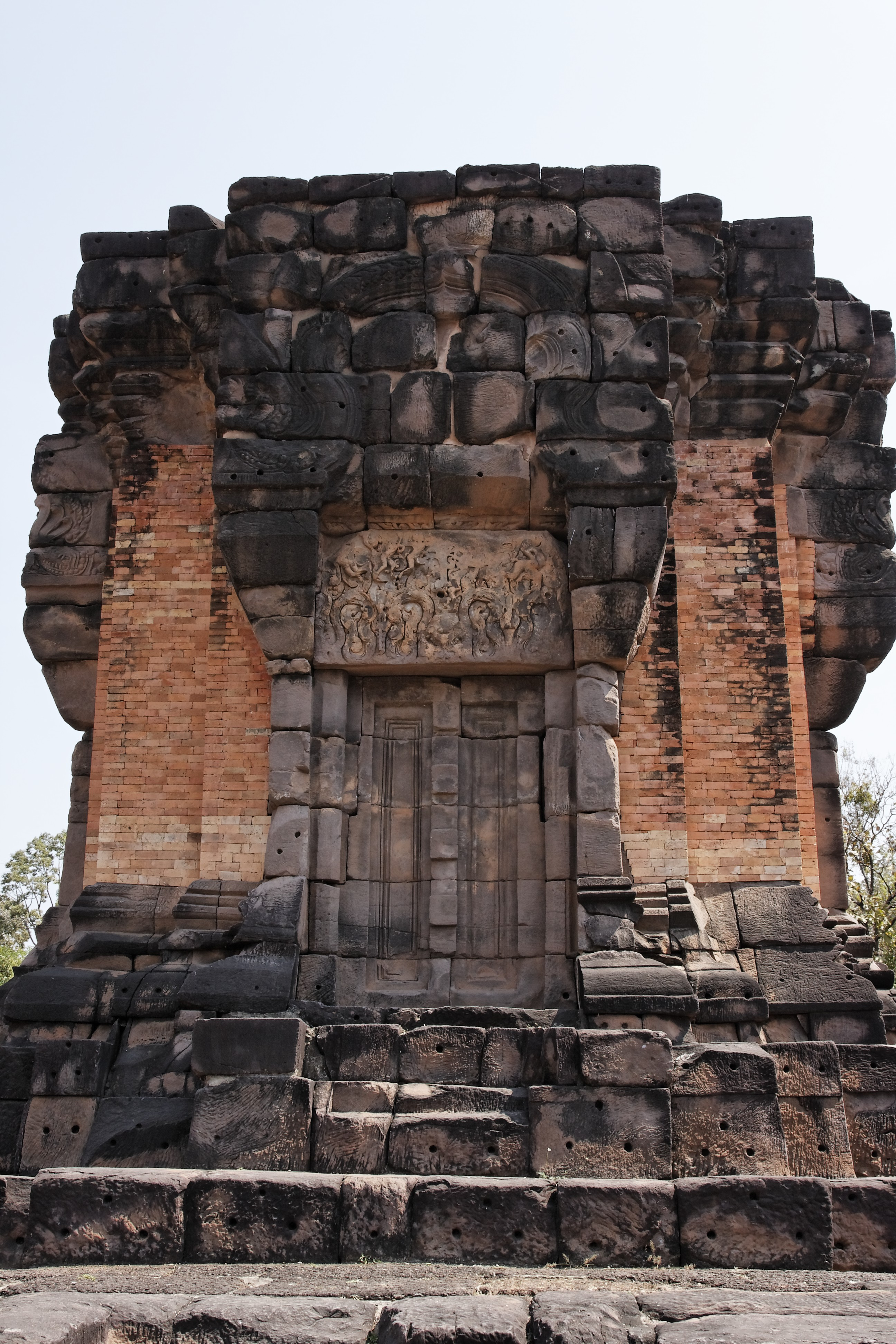
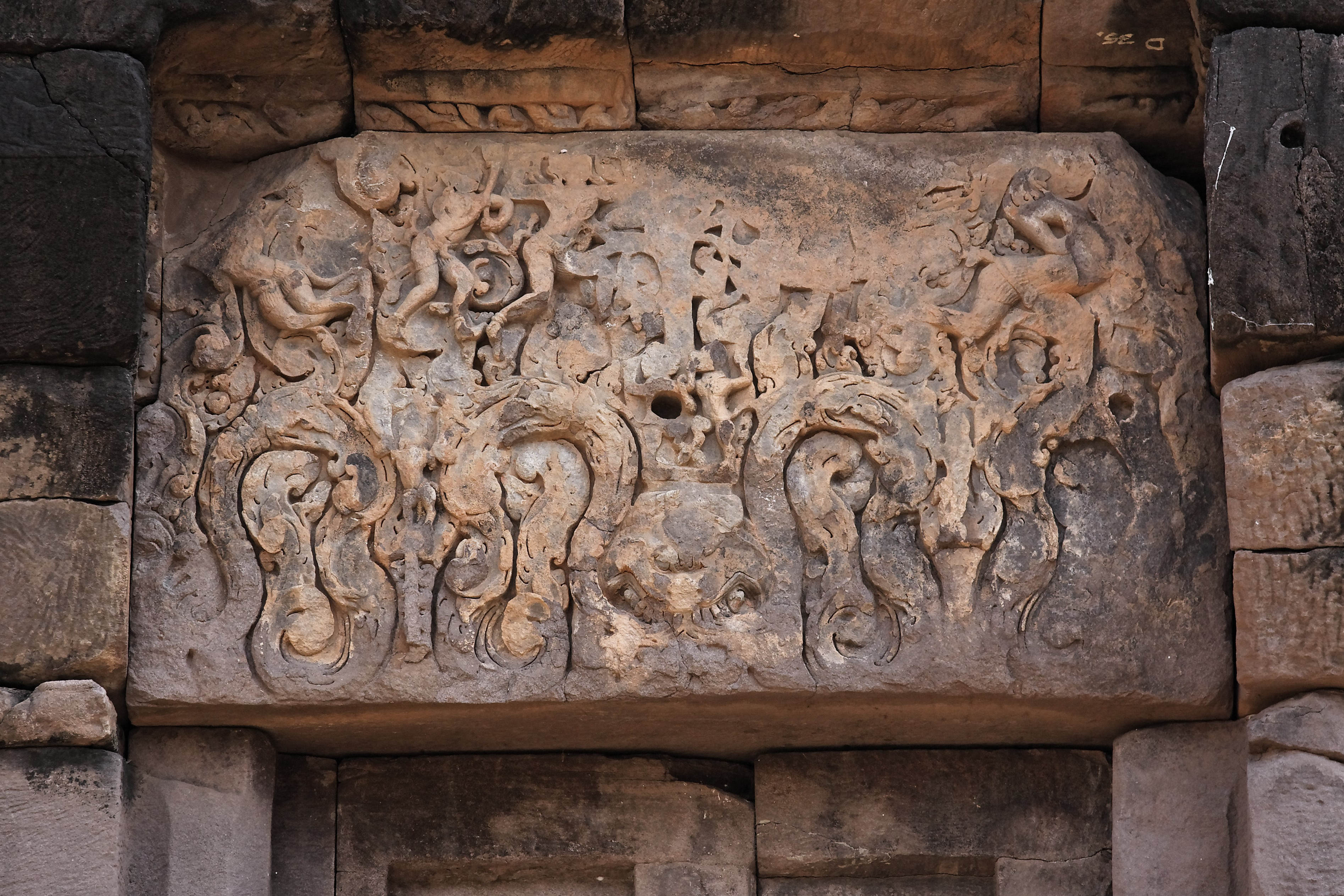
Linteau
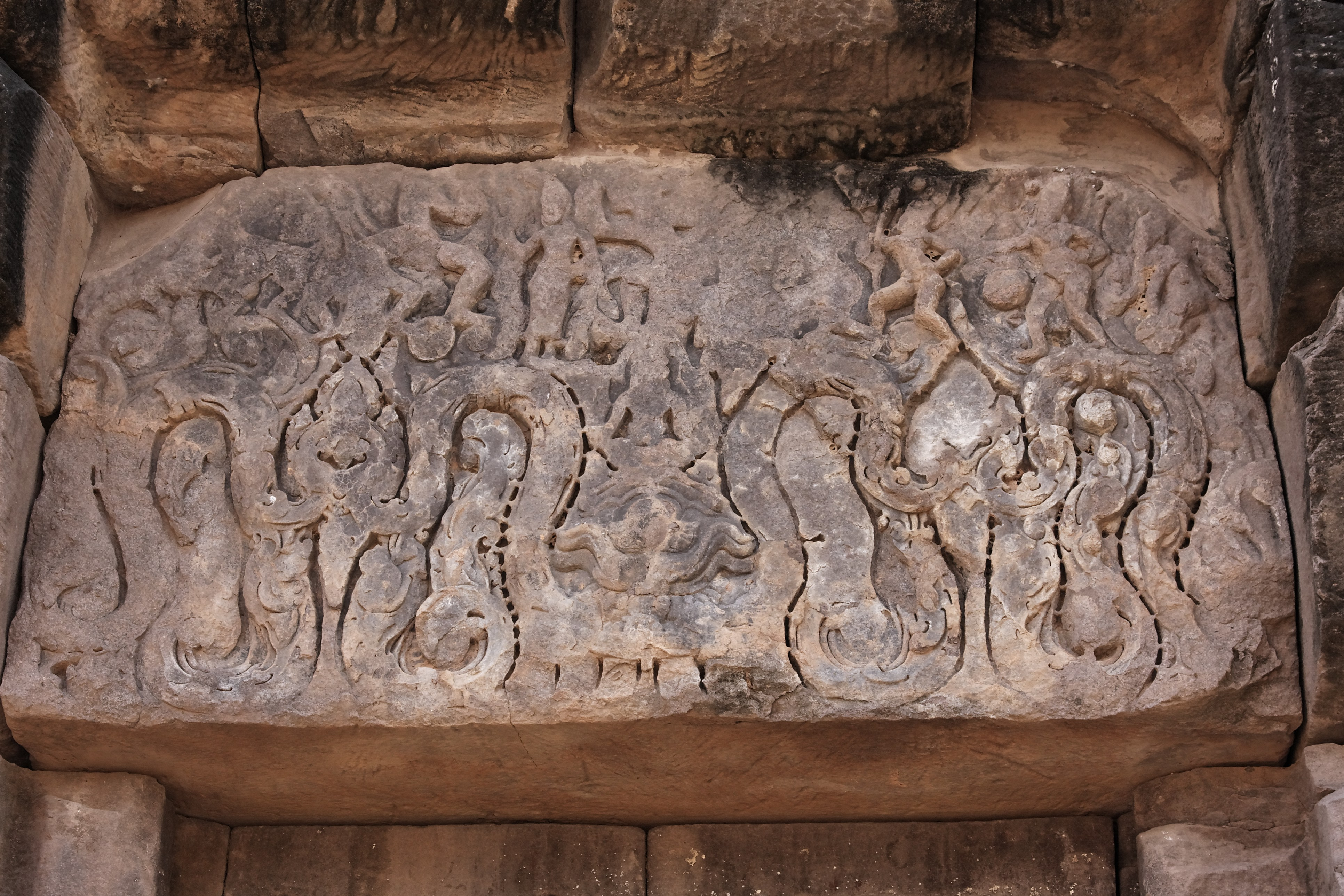
Linteau
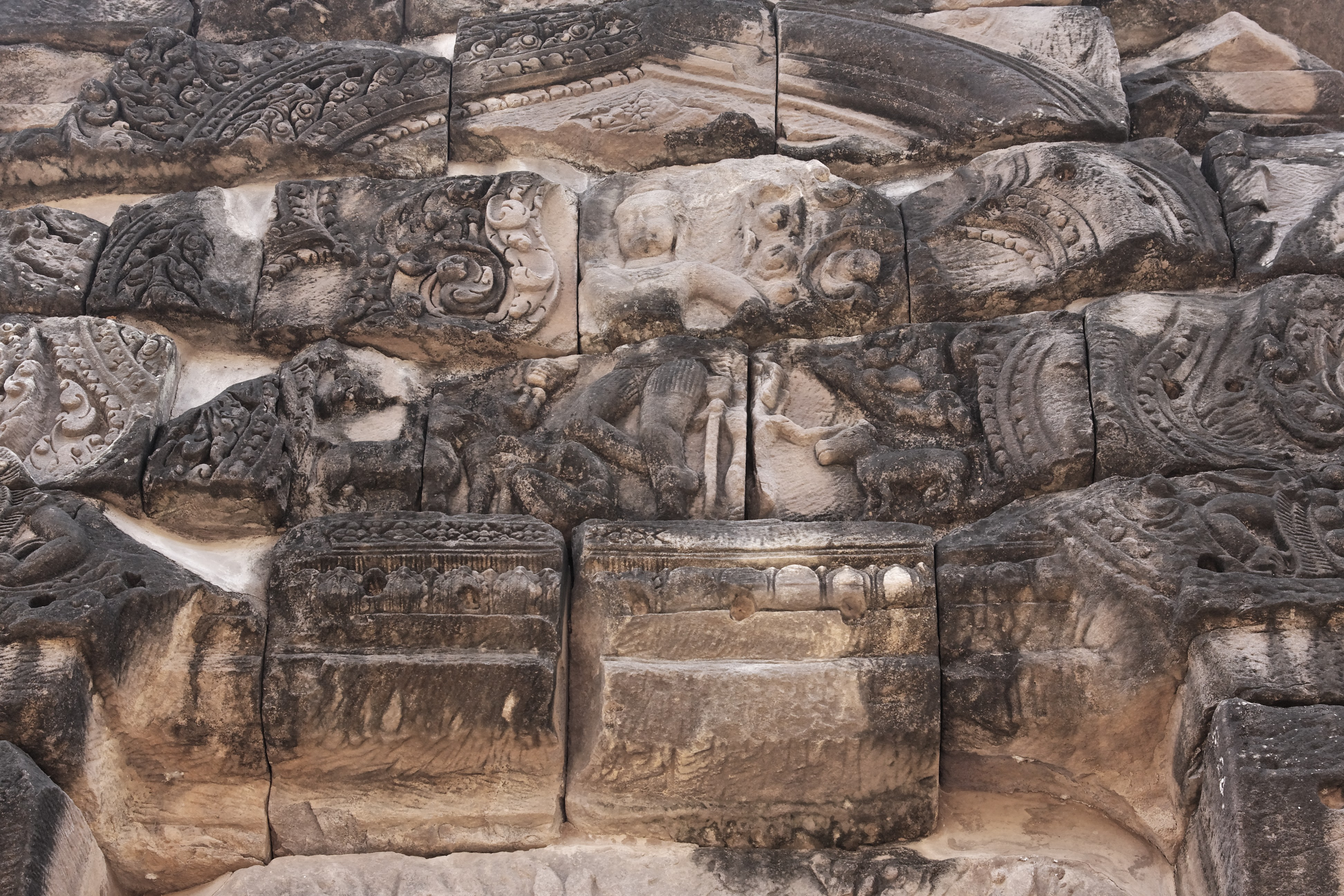
Fronton
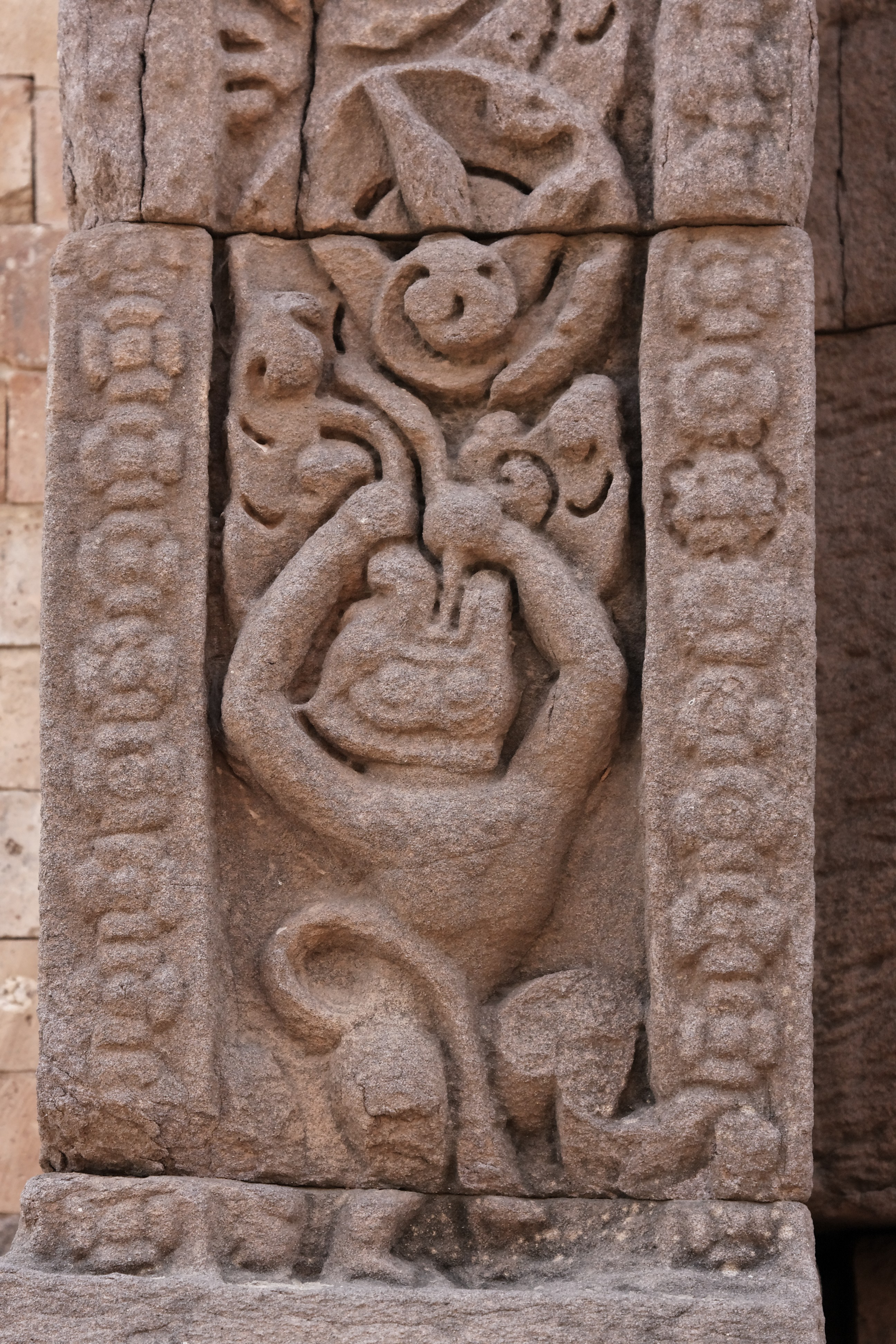
Montant de porte : gajasimha crachant des guirlandes
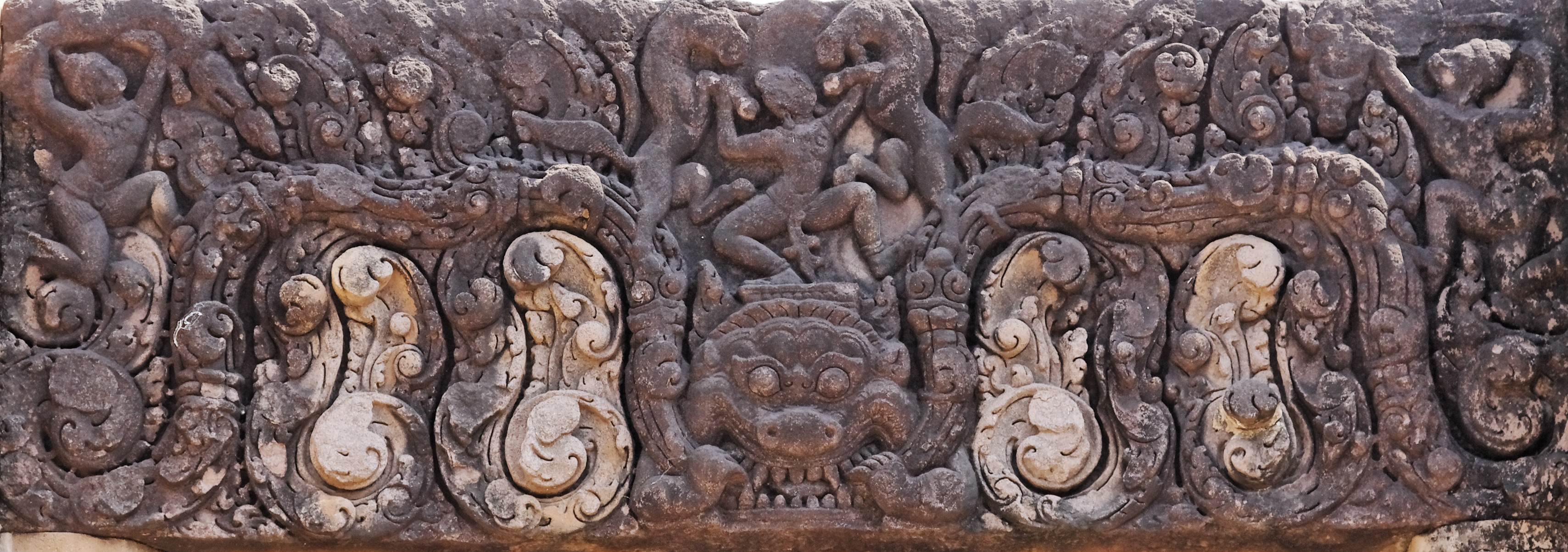
Linteau de la bibliothèque nord : Krishna combattant deux chevaux